# Johann Baptist Babel
Johann Baptist Babel (* 25. Juni 1716 in Pfronten-Ried; † 9. Februar 1799 in Einsiedeln) war ein Bildhauer und gilt als einer der Meister des schweizerischen Spätbarocks. Er war ein Vetter der Künstler Johann Heel (* 15. August 1685) und Peter Heel (* 9. Mai 1696), dessen Halbbruder, aus Pfronten-Ried.

## Leben
Er war das vierte von sieben Kindern des Gerichtsschreibers Hans Babel. Er wählte schon früh den Beruf als Bildhauer und ging in der Gegend zu einem Bildhauer in die Lehre. Da sein Vater verstarb, als er 16-jährig war, musste er schon früh auf eigenen Beinen stehen und ging als 19-jähriger Bildhauergeselle auf Wanderschaft. Aus den frühen Berufsjahren ist recht wenig gesichert. Nach der Bildhauerlehre, wohl bei Peter Heel, erlernte er das Handwerk des Stuckateurs bei Diego Francesco Carlone der von 1730 bis 1743 in Einsiedeln tätig war.
Im Jahr 1742 trat er erstmals als Meister in Erscheinung und zwar bei der Kostenberechnung für Bildhauer- und Stuckarbeiten, die er dem Abt Constantin Müller von Salem für das Kloster Alt-Birnau vorlegte.
Am 27. Juli 1747 heiratete er die Katharina Elisabeth Willi (* 1. April 1728, † 4. Juli 1807) von Einsiedeln. Das einzige Kind der Ehe verstarb noch vor der Taufe, so dass es in keinem Pfarrbuch aufzufinden ist. Auf Grund seiner Heirat verlegte Babel den Wohnsitz nach Einsiedeln, wo er gewissermaßen als Hofbildhauer von Fürstabt Niklaus II. wirkte. 1746 erhielt er den „Auftrag des Jahrhunderts“, rund vierzig Stuckfiguren für den Chor und rund dreissig Steinskulpturen für den Klosterplatz in Einsiedeln. Nachdem das Kloster fast fertiggestellt war, wurde der Solothurner Patrizier Franz Viktor Augustin von Roll zu seinem neuen Hauptauftraggeber, der ihm 1751 den ersten Auftrag zuhielt. Dadurch verschob sich sein Wirkungsgebiet auch nach Solothurn, er unterhielt aber immer noch in Einsiedeln eine Werkstatt. Denn Johann Baptist Babel war nicht nur ein begnadeter Bildhauer und Künstler, sondern auch ein guter Geschäftsmann, der wusste, wie er sich verkaufen musste. Aus diesem Grund vergrößerte sich sein Wirkungsfeld immer mehr, so dass er auch in den reformierten Gebieten Aufträge ausführen konnte.
Am 5. April 1774, nachdem er in Solothurn gut verdient hatte, schloss Johann Baptist Babel mit seiner Frau Katharina Elisabeth sowie deren Schwester Helena Willi einen Erbvertrag ab. Am 7. September 1777 wurde er in die Zunft und Bruderschaft von Einsiedeln aufgenommen. Er war bis ins hohe Alter aktiv, fertigte er doch erst im 78. Lebensjahr die lebensgroße Nepomukstatue auf der Ezelbrücke.
In seinen letzten Tagen musste er noch mit ansehen, wie die Franzosen nach dem Einmarsch in Einsiedeln am 3. Mai 1798 einen Teil seiner Werke, unter anderem die Hochaltarskulptur, mutwillig zertrümmerten. Am 9. Februar 1799 erlöste ihn der Tod von seinem freudlos gewordenen Dasein.

## Werke
Zu seinen Hauptwerken gehören sicher die komplexe Werkgruppe in Einsiedeln, wo er die von Caspar Moosbrugger neuerbauten Gebäude des Klosters ausschmückte.
Seine zweite komplexe Werkgruppe findet sich in Solothurn, wo er unter anderem bei der Ausschmückung der St. Ursenkathedrale half.
Neben Altären und Altarplastiken fertigte er auch Bozzetti, Kleinplastiken, Goldschmiedemodelle sowie Brunnen- und Gartenfiguren.
Auswahl von Werken chronologisch geordnet:
- 1746 Auf dem Chortürmlein der Stiftkirche von Einsiedeln, die Benediktstatue (verschollen).
- Um 1746/47 In der Stiftskirche Einsiedeln Chorplastiken, Abtsthron und Zelebrantensitz.
- 1751–53 In der Schlosskapelle zu Hilfikon, den Hochaltar.
- 1755/56 In der Jesuitenkirche in Solothurn, ein Hochaltartabernakel.
- Um 1753 In der St.-Jost-Kapelle bei Oberägeri, den Altar.
- Um 1757 In der Schlosskapelle von Mainau, die sogenannte Schwarze Madonna.
- 1761 In der Stiftskirche Einsiedeln, der Sakristeialtar.
- 1764–1767 In der Kapelle Unserer Lieben Frau in Oberarth, drei Altäre.
- Um 1767 In der Muttergotteskapelle in Bremgarten, eine Nachbildung der Einsiedlermadonna.
- 1768 In Schwyz auf dem Pannherrenbrunnen das Standbild.
- Um 1771 In der Pfarrkirche von Baar, die Plastiken an der Kanzel.
- 1771–1773 In der Pfarrkirche von Ettiswil, die Figuren der beiden Seitenaltäre.
- 1772–1774 In Solothurn für die St. Ursenkirche, Brunnen- und Fassadenplastiken, Fassadenreliefs, Tabernakelengel und Beichtstuhlfiguren.
- 1775–1777 Für die Stadtkirche von Wil, zwei Goldschmiedemodelle für die Brustbilder des Heiligen  Nikolaus und der Heiligen Agatha.
- 1776/77 In Sursee für die Stadtkirche, Plastiken am Hochaltar.
- 1794 Bei Egg auf der Teufelsbrücke die Nepomukstatue.